# Bistum Jerusalem
Das Bistum Jerusalem (englisch Episcopal Diocese of Jerusalem) ist eine von drei Diözesen der anglikanischen Episkopalkirche von Jerusalem und dem Nahen Osten. Gegründet 1841 gemeinsam vom Vereinigten Königreich Großbritannien und Irland und von Preußen, war es bis 1886 ein gemeinsames anglikanisch-protestantisches Bistum. Bis 1976 gehörte es zur Church of England und wurde dann, zusammen mit den aus ihr hervorgegangenen Tochterbistümern, zu einer eigenen anglikanischen Kirchenprovinz erhoben.

## Preußisch-britisches Bistum
Die Idee entstammte den Erweckungsbewegungen in der ersten Hälfte des 19. Jahrhunderts, denen der romantisierende König Friedrich Wilhelm IV. von Preußen anhing. Die Verhandlungen dazu führte der preußische Botschafter in London, Christian Karl Josias von Bunsen. Ergebnis war, dass der Bischof abwechselnd von Berlin und dem Erzbischof von Canterbury bestimmt wurde und er – wegen der apostolischen Sukzession – ebenso wie das klerikale Personal des Bistums immer anglikanisch sein musste. Das Erstbenennungsrecht stand dem Erzbischof von Canterbury zu, der den aus Posen stammenden, in England konvertierten Professor Michael Salomo Alexander (1799–1845) ernannte. Dessen – durch Berlin ernannter –  Nachfolger wurde der Schweizer Samuel Gobat (1799–1879). Dritter Bischof wurde Joseph Barclay, der aber bereits nach zwei Jahren verstarb. Zur Ernennung eines Nachfolgers – jetzt wieder durch Preußen – kam es nicht mehr. Dies wurde durch Auseinandersetzungen darum, wie weit sich die preußische Seite auf anglikanische Dogmen einlassen sollte, verhindert. Das Bistum bestand formal noch bis zum 3. November 1886, als es durch den preußischen König, Kaiser Wilhelm I., aufgekündigt wurde.

## Anglikanische Diözese
Von 1886 bis 1976 war die Diözese Jerusalem eine Diözese der Church of England. Der deutsche Teil bildete die Evangelische Gemeinde deutscher Sprache zu Jerusalem. Die anglikanische Diözese Jerusalem umfasste den gesamten Nahen Osten. 1920 wurde die Diözese Ägypten und der Sudan als eigene Diözese ausgegliedert, aus dieser wurde 1945 wiederum die Diözese Sudan ausgegliedert und dem Erzbischof von Canterbury unterstellt. 1957 wurde die Diözese Jerusalem zum Erzbistum erhoben und erhielt neben der Diözese Ägypten auch die Diözese Sudan und die Diözese Persien (Diocese of Persia) sowie die Juli 1957 gegründete Diözese Jordanien, Libanon und Syrien als Suffraganbistümer; es blieb aber in der Province of Canterbury. 1974 wurde die Diözese Sudan wieder aus dem Kirchenverband von Jerusalem herausgenommen und unter die Aufsicht des Erzbischofs von Canterbury gestellt, der sie 1976 in die Unabhängigkeit entließ. 1976 wurde die Diözese Jordanien, Libanon und Syrien wieder in die Diözese Jerusalem integriert. Die restlichen Diözesen wurden 1976 als Episkopalkirche von Jerusalem und dem Nahen Osten zur selbständigen Kirchenprovinz erhoben, wobei die Diözese von Zypern und dem Golf noch als vierte Diözese hinzukam, und aus dem Erzbistum wurde wieder eine Diözese.
Das Gebiet des Bistums erstreckt sich über Israel, Palästina, Syrien, Jordanien und den Libanon. In den 28 Kirchengemeinden wohnen insgesamt 7000 Gemeindeglieder (Stand 2022). Die Bischofskirche ist die St.-Georgs-Kathedrale in Jerusalem. Der Amtsbezirk erstreckt sich über Israel, das Westjordanland, Jordanien, Syrien und den Libanon.
Die anglikanische Diözese wurde von 2007 bis 2021 von Suheil Dawani geleitet. Seit 2014 trug er den Titel Erzbischof in Jerusalem. Sein Nachfolger ist Erzbischof Hosam Naoum, der seit 2020 bereits als sein Koadjutor fungierte.

## Newman und das Bistum Jerusalem
Für John Henry Newman und die von ihm beeinflussten Anglo-Katholiken war die Errichtung des anglikanisch-protestantischen Bistums Jerusalem ein Bündnis mit den lutherischen und calvinistischen „Häresien“ und damit einer der stärksten Anstöße, die Legitimität der Kirche von England als Zweig der „einen, heiligen, katholischen und apostolischen Kirche“ in Frage zu stellen und schließlich zur römisch-katholischen Kirche zu konvertieren. In seiner Apologia pro vita sua schrieb Newman 1864:
„Über das Bistum Jerusalem-Projekt habe ich nie gehört, dass es irgendetwas Gutes oder Schlimmes bewirkt hat außer dem, was es für mich bewirkt hat; was viele für ein großes Unglück halten, ich aber für eine der größten Gnaden. Es führte mich an den Anfang vom Ende.“